# Dáka
Dáka is een plaats (község) en gemeente in het Hongaarse comitaat Veszprém. Dáka telt 622 inwoners (2001).

## Galerij

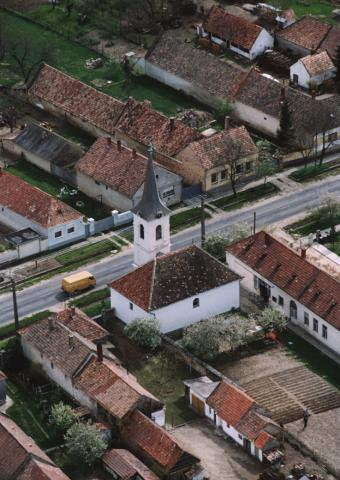
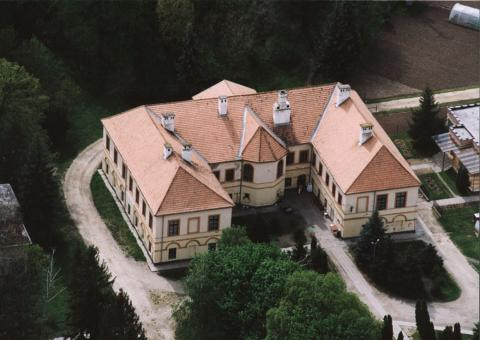
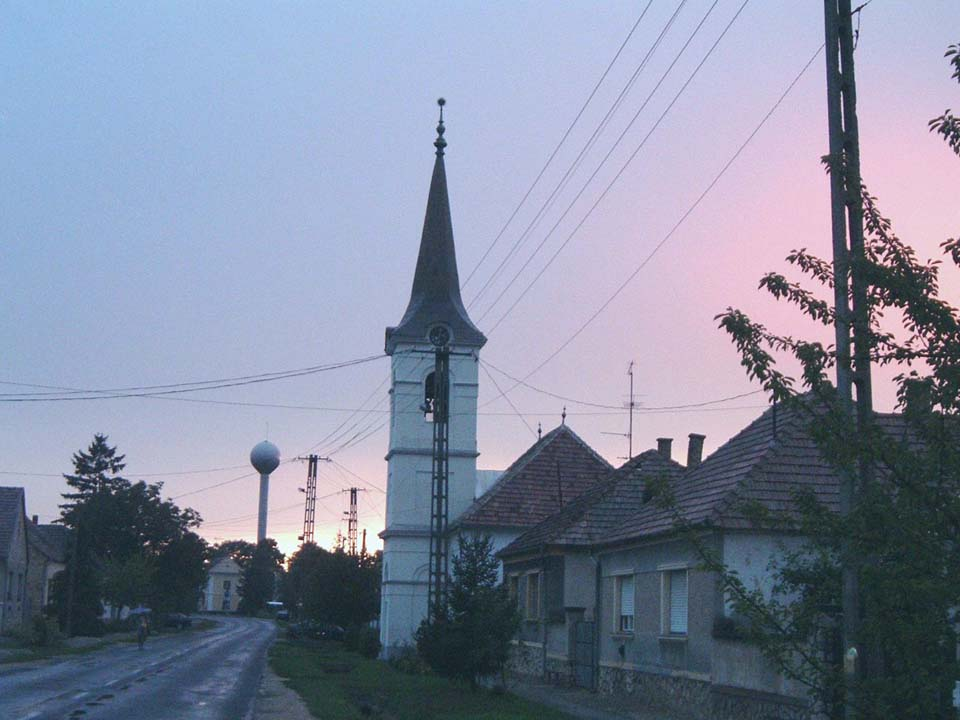